# Porsche Supercup
La Porsche Supercup (por motivos publicitarios Porsche Mobil 1 Supercup, y conocida como Porsche Michelin Supercup antes de 2007) es una serie internacional organizada por Porsche AG, habitual soporte del Campeonato Mundial de Fórmula 1.
Los pilotos de la Porsche Supercup compiten en idénticos coches Porsche 911 GT3 Cup basados en el Porsche 911 Carrera. En promedio, 24 coches toman parte de cada carrera. Los circuitos más visitados por la serie son europeos, aunque también han sido incluidos en el calendario circuitos en Baréin, Emiratos Árabes Unidos y Estados Unidos.

## Automóviles

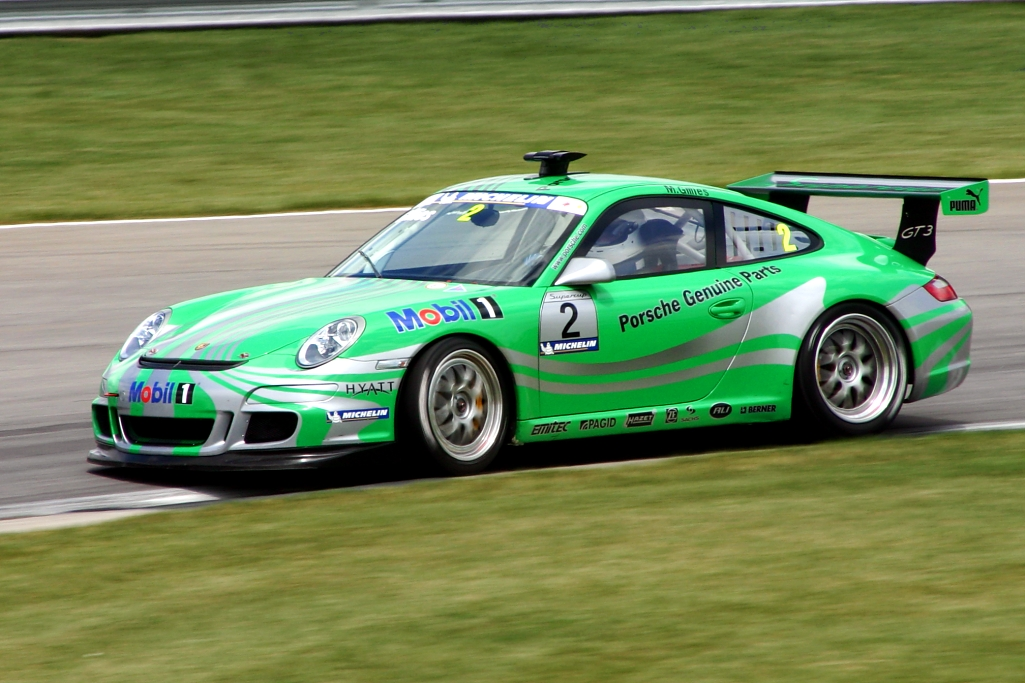
El estadounidense Mark Gillies conduciendo en el Indianapolis Motor Speedway durante la Porsche Michelin Supercup series en 2005

En la Porsche Supercup, el 911 GT3 Cup tipo 997 es implementado como un coche basado en el Porsche 911 Carrera. Todos los vehículos son idénticos técnicamente: 450 hp, caja secuencial de seis marchas, paquete aerodinámico, Frenos Porsche de compuesto cerámico (PCCB), 1,200 kg. El PCCB es implementado exclusivamente en la Porsche Supercup.

### Neumáticos
Pueden ser utilizados dos juegos de neumáticos slick por coche durante el fin de semana. El número de  Neumáticos de lluvia es ilimitado. Los neumáticos son idénticos para todos los competidores y no está permitido su precalentado ni tratamientos químicos.

## Campeonatos

### Campeonato de pilotos
Los puntos son asignados a los primeros 15 pilotos de cada carrera y todas las carreras cuentan. Un piloto, para poder reciber puntos, debe competir en varias carreras por temporada. Desde 2008, se ha premiado al piloto que obtenga la pole position en la clasificación con dos puntos de bonificación.
| Posición | 1.º | 2.º | 3.º | 4.º | 5.º | 6.º | 7.º | 8.º | 9.º | 10.º | 11.º | 12.º | 13.º | 14.º | 15.º | Pole |
| Puntos   | 20  | 18  | 16  | 14  | 12  | 10  | 9   | 8   | 7   | 6    | 5    | 4    | 3    | 2    | 1    | 2    |
| -------- | --- | --- | --- | --- | --- | --- | --- | --- | --- | ---- | ---- | ---- | ---- | ---- | ---- | ---- |

### Campeonato de equipos
Se suman los puntos de los dos pilotos de cada equipo en cada carrera. Al final de cada temporada, Porsche recompensa a los tres equipos mejor ubicados con un premio monetario.

### Premio monetario
En 2006 y 2007, Porsche AG paga alrededor de 820,000 euros a pilotos y equipos. El ganador de cada carrera recibe 9,000 euros, el segundo 7,500 euros y el tercero 6,500 euros. Para el 15.º lugar se pagan 1,400 euros. Adicionalmente, los campeones 2006 y 2007 recibieron un automóvil Porsche. El piloto que haga récord de vuelta es premiado con un reloj premium de Porsche Design.

## Ganadores
El piloto neerlandés Patrick Huisman es el más exitoso en la serie, habiendo ganado cuatro títulos consecutivos entre 1997 y 2000. Su compatriota Jeroen Bleekemolen y el británico Richard Westbrook poseen dos títulos cada uno. El actual campeón reinante es el alemán Michael Ammermüller, que ganó el campeonato en 2017.

## Historia
Desde 1993 la Porsche Michelin Supercup ha corrido como soporte de Fórmula 1, sin embargo, el número de carreras ha crecido de las nueve originales a un total de 13 en 2006, aunque luego decayó a 11 en 2007.

## Popularidad
Durante 2006, un promedio de 125,000 espectadores presenciaron la acción desde las gradas de los circuitos Grand Prix en cada ronda. Según Porsche AG, estas carreras atraen a 22 millones de televidentes alrededor del mundo, en su mayoría en Europa, donde Eurosport las transmite regularmente.

## Copa Porsche Carrera
Porsche también organiza otras series monomarca regionales y nacionales llamadas Copa Porsche Carrera.
- Copa Porsche Carrera Alemania (1986-presente)
- Copa Porsche Carrera Francia (1987-presente)
- Copa Porsche Carrera Japón (2001-presente)
- Copa Porsche Carrera Asia (2003-presente)
- Copa Porsche Carrera Australia (2003-presente)
- Copa Porsche Carrera Gran Bretaña (2003-presente)
- Copa Porsche Carrera Escandinavia (2004-presente)
- Copa Porsche Carrera Italia (2007-presente)

## Campeones
| Año  | Campeón             | Equipo Campeón             | Modelo                          |
| ---- | ------------------- | -------------------------- | ------------------------------- |
| 1993 | Altfrid Heger       | Porsche Zentrum Koblenz    | Porsche 911 Carrera 2 Cup       |
| 1994 | Uwe Alzen           | Porsche Zentrum Koblenz    | Porsche 993 Cup 3.8             |
| 1995 | Jean-Pierre Malcher | JMB Competition            | Porsche 993 Cup 3.8             |
| 1996 | Emmanuel Collard    | JMB Competition            | Porsche 993 Cup 3.8             |
| 1997 | Patrick Huisman     | Manthey Racing             | Porsche 993 Cup 3.8             |
| 1998 | Patrick Huisman     | Manthey Racing             | Porsche 996 GT3 Cup             |
| 1999 | Patrick Huisman     | Manthey Racing             | Porsche 996 GT3 Cup             |
| 2000 | Patrick Huisman     | Manthey Racing             | Porsche 996 GT3 Cup             |
| 2001 | Jörg Bergmeister    | Farnbacher Racing          | Porsche 996 GT3 Cup             |
| 2002 | Stéphane Ortelli    | Kadach Tuning              | Porsche 996 GT3 Cup             |
| 2003 | Frank Stippler      | Farnbacher Racing          | Porsche 996 GT3 Cup             |
| 2004 | Wolf Henzler        | Farnbacher Racing          | Porsche 996 GT3 Cup             |
| 2005 | Alessandro Zampedri | Walter Lechner Racing      | Porsche 911 GT3 Cup Type 997    |
| 2006 | Richard Westbrook   | Tolimit Motorsport         | Porsche 911 GT3 Cup Type 997    |
| 2007 | Richard Westbrook   | HISAQ Competition          | Porsche 911 GT3 Cup Type 997    |
| 2008 | Jeroen Bleekemolen  | Jetstream Motorsport       | Porsche 911 GT3 Cup Type 997    |
| 2009 | Jeroen Bleekemolen  | Konrad Motorsport          | Porsche 911 GT3 Cup Type 997    |
| 2010 | René Rast           | Al Faisal Lechner Racing   | Porsche 911 GT3 Cup Type 997    |
| 2011 | René Rast           | Lechner Racing             | Porsche 911 GT3 Cup Type 997    |
| 2012 | René Rast           | Hermes Attempto Racing     | Porsche 911 GT3 Cup Type 997    |
| 2013 | Nicki Thiim         | Attempto Racing            | Porsche 911 GT3 Cup Type 991    |
| 2014 | Earl Bamber         | Lechner Racing Team        | Porsche 911 GT3 Cup Type 991    |
| 2015 | Philipp Eng         | Lechner Racing Middle East | Porsche 911 GT3 Cup Type 991    |
| 2016 | Sven Müller         | Lechner MSG Racing Team    | Porsche 911 GT3 Cup Type 991    |
| 2017 | Michael Ammermüller | Lechner MSG Racing Team    | Porsche 911 GT3 Cup Type 991 II |
| 2018 | Michael Ammermüller | BWT Lechner Racing         | Porsche 911 GT3 Cup Type 991 II |
| 2019 | Michael Ammermüller | BWT Lechner Racing         | Porsche 911 GT3 Cup Type 991 II |
| 2020 | Larry ten Voorde    | BWT Lechner Racing         | Porsche 911 GT3 Cup Type 991 II |
| 2021 | Larry ten Voorde    | Team GP Elite              | Porsche 911 GT3 Cup Type 992    |
| 2022 | Dylan Pereira       | BWT Lechner Racing         | Porsche 911 GT3 Cup Type 992    |
| 2023 | Bastian Buus        | BWT Lechner Racing         | Porsche 911 GT3 Cup Type 992    |